# Фофана, Секо
Секо Мохамед Фофана (фр. Seko Mohamed Fofana; 7 мая 1995 года, Париж, Франция) — ивуарийский и французский футболист, полузащитник клуба «Ренн» и сборной Кот-д’Ивуара.

## Клубная карьера
Фофана — воспитанник клуба «Лорьян». В сезоне 2012/2013 провёл за вторую команду 10 матчей и забил 1 гол.
В 2013 году перешёл в английский клуб «Манчестер Сити».
27 ноября 2014 года отправился в аренду на полтора сезона в английский клуб «Фулхэм». 29 ноября 2014 года дебютировал за «Фулхэм» в матче против клуба «Брайтон энд Хоув Альбион». 21 марта 2015 года забил единственный гол за команду в матче против клуба «Хаддерсфилд Таун».
29 июля 2015 года отправился в годовую аренду в клуб «Бастия». 8 августа 2015 года дебютировал за новую команду в матче против клуба «Ренн», выйдя в стартовом составе.
24 июня 2016 года перешёл в «Удинезе» за 3,5 млн евро.

## Карьера в сборной
Играл за различные молодёжные сборные Франции. В составе сборной Франции до 17 лет принял участие в чемпионате Европы 2012 года. Принял участие в матчах против сборных Грузии и Германии.
4 апреля 2017 года вместе с Максвеллом Корне решили выступать за сборную Кот-д’Ивуара.

## Достижения
Сборная Кот-д’Ивуара
- Обладатель Кубка африканских наций: 2023

## Статистика
| Сезон           | Клуб            | Дивизион        | Лига  | Лига | Кубок | Кубок | Континентальные | Континентальные | Всего | Всего |
| Сезон           | Клуб            | Дивизион        | Матчи | Голы | Матчи | Голы  | Матчи           | Голы            | Матчи | Голы  |
| --------------- | --------------- | --------------- | ----- | ---- | ----- | ----- | --------------- | --------------- | ----- | ----- |
| 2014/15         | Фулхэм          | Чемпионшип      | 21    | 1    | 4     | 0     | 0               | 0               | 25    | 1     |
| 2015/16         | Бастия          | Лига 1          | 14    | 0    | 0     | 0     | 0               | 0               | 14    | 0     |
| 2016/17         | Удинезе         | Серия A         | 22    | 5    | 0     | 0     | 0               | 0               | 23    | 5     |
| 2017/18         | Удинезе         | Серия A         | 27    | 3    | 2     | 0     | 0               | 0               | 29    | 3     |
| 2018/19         | Удинезе         | Серия A         | 31    | 2    | 1     | 0     | 0               | 0               | 33    | 2     |
| Всего в карьере | Всего в карьере | Всего в карьере | 123   | 11   | 6     | 0     | 0               | 0               | 123   | 11    |